# Jesiel Cardoso Miranda
Jesiel Cardoso Miranda (5 de marzo de 1994) es un futbolista brasileño que juega como defensa en el Kawasaki Frontale de la J1 League.

## Trayectoria

### Clubes
| Club                       | País   | Año       |
| -------------------------- | ------ | --------- |
| Atlético Mineiro           | Brasil | 2015-2019 |
| C. A. Bragantino (cedido)  | Brasil | 2016      |
| Mirassol F. C. (cedido)    | Brasil | 2018      |
| Paraná Clube (cedido)      | Brasil | 2018      |
| Kawasaki Frontale (cedido) | Japón  | 2019      |
| Kawasaki Frontale          | Japón  | 2020-     |

## Palmarés

### Títulos nacionales
| Título             | Club              | País  | Año  |
| ------------------ | ----------------- | ----- | ---- |
| Copa J. League     | Kawasaki Frontale | Japón | 2019 |
| J1 League          | Kawasaki Frontale | Japón | 2020 |
| Copa del Emperador | Kawasaki Frontale | Japón | 2020 |
| Supercopa de Japón | Kawasaki Frontale | Japón | 2021 |
| J1 League          | Kawasaki Frontale | Japón | 2021 |
| Copa del Emperador | Kawasaki Frontale | Japón | 2023 |
| Supercopa de Japón | Kawasaki Frontale | Japón | 2024 |